# 2015년 아프리카 네이션스컵 1차 예선
이 문서는 2015년 아프리카 네이션스컵 예선의 1차 예선에 대한 문서이다.

## 방식
최종 예선에 자동 진출하는 21개 팀을 제외한 팀들 중 시드가 가장 낮은 팀들이 홈 앤 어웨이 방식의 플레이오프를 치러서 팀 숫자를 맞춘다. 2차 예선 전까지 맞출 팀의 수는 28개이다. 30개 팀이 예비 플레이오프 참가 대상으로 지정되어, 2개 팀을 탈락시키기 위해 4개 팀이 1차 예선에 참가하게 된다.
다음의 4개 팀이 1차 예선에 참가한다.
- 남수단
- 모리셔스
- 모리타니
- 에리트레아

## 대진표
추첨 결과는 다음과 같다.
| 팀 1       | 팀 2     |
| ---------- | -------- |
| 모리타니   | 모리셔스 |
| 에리트레아 | 남수단   |

## 경기 결과
| 팀 1       | 합계   | 팀 2     | 1차전 | 2차전 |
| ---------- | ------ | -------- | ----- | ----- |
| 모리타니   | 3 - 0  | 모리셔스 | 1 - 0 | 2 - 0 |
| 에리트레아 | 부전승 | 남수단   | 없음  | 없음  |

### 1경기
| 모리타니 | 1 : 0 | 모리셔스 |
| -------- | ----- | -------- |
| 바 23′   |       |          |

| 모리셔스 | 0 : 2 | 모리타니                |
| -------- | ----- | ----------------------- |
|          |       | 소우 39′ · 아메드 90+2′ |

모리타니가 합계 3 : 0으로 2차 예선에 진출하였다.

### 2경기
| 에리트레아 | 부전승 | 남수단 |
| ---------- | ------ | ------ |
|            |        |        |

에리트레아가 기권함에 따라 남수단이 부전승으로 2차 예선에 진출하였다.

## 같이 보기
- 2015년 아프리카 네이션스컵 2차 예선
- 2015년 아프리카 네이션스컵 3차 예선
- 2015년 아프리카 네이션스컵 최종 예선